# Шахтёрский ремонтно-механический завод
Шахтёрский ремонтно-механический завод — промышленное предприятие в городе Шахтёрск Донецкой области.

## История
Центральные электромеханические мастерские в посёлке Катык были созданы в марте 1926 года, в ходе индустриализации 1930-х годов они были расширены, реконструированы и оснащены новым оборудованием.
В ходе Великой Отечественной войны мастерские пострадали, но в дальнейшем были восстановлены.
20 августа 1953 года посёлок городского типа Катык, а также посёлки при шахтах объединили в город районного подчинения Шахтёрск, в результате предприятие получило название Шахтёрские центральные электромеханические мастерские.
30 декабря 1962 года город Шахтёрск стал городом областного значения, в связи с расширением объемов добычи угля центральные электромеханические мастерские угледобывающего треста были в январе 1976 года преобразованы в ремонтно-механический завод.
Предприятие занималось изготовлением металлоконструкций, отливок из низкоуглеродистой стали и серого чугуна, а также производством и ремонтом горношахтного оборудования и запасных частей к нему.
В целом, в советское время завод входил в число ведущих предприятий города.
После провозглашения независимости Украины производственное объединение «Шахтёрскуголь» (в составе которого находился завод) перешло в ведение министерства угольной промышленности Украины. В марте 1995 года Верховная Рада Украины внесла «Шахтёрскуголь» в перечень предприятий, приватизация которых запрещена в связи с их общегосударственным значением.
В мае 1995 года Кабинет министров Украины утвердил решение о приватизации ремонтно-механического завода.
В дальнейшем, в 2008 году предприятие было преобразовано в общество с ограниченной ответственностью «Шахтёрский литейно-механический завод». Начавшийся в 2008 году экономический кризис осложнил положение предприятия и завод был закрыт.